# Nadia Comăneci
Nadia Elena Comăneci Conner (/ko.mə'neʧʲ/) (Oneşti, Rumania, 12 de noviembre de 1961) es una exgimnasta rumana nacionalizada estadounidense.
Fue una de las primeras gimnastas entrenadas por Béla Károlyi. Conquistó nueve medallas olímpicas; cinco de oro. Fue la primera gimnasta que obtuvo diez puntos (calificación perfecta) en una competición olímpica de gimnasia artística. Obtuvo cuatro medallas del Campeonato Mundial y doce del Campeonato Europeo. Al lado de la rusa Svetlana Khorkina, ostenta el título de tricampeona del concurso completo individual del Campeonato Europeo, además de ser bicampeona olímpica de barra de equilibrio. En campeonatos nacionales, fue pentacampeona del concurso completo individual.
Una de las gimnastas más conocidas, Comăneci, junto con Olga Korbut de la Unión Soviética, hizo gala de arte y gracia, que dio una popularidad mundial sin precedentes a este deporte a mediados de la década de 1970. En 2000, Comăneci fue nombrada una de las atletas del siglo XX por la Laureus World Sports Academy.
Vive en Estados Unidos desde 1989, cuando desertó de la entonces Rumanía comunista antes de su revolución en diciembre. Trabajó y se casó con el gimnasta olímpico estadounidense Bart Conner, que creó su escuela.
Tras huir del régimen comunista, se convirtió en ciudadana estadounidense. Allí tuvo a su primer y único hijo, Dylan. Abrió un gimnasio y una empresa de equipamientos gimnásticos que produce una línea de ropa.
Desde su retiro, Comăneci continuó involucrada en el deporte: es miembro de asociaciones y federaciones, fundó una institución filantrópica y colabora con instituciones similares, tanto en Rumania como en los Estados Unidos. Colabora en la revista International Gymnast junto con su marido el ex gimnasta Bart Conner. 
Considerada una de las más grandes gimnastas de todos los tiempos, fue condecorada dos veces con la Orden Olímpica, la primera vez se convirtió en la atleta más joven en recibir la distinción; fue nombrada como una de las cien mujeres más importantes del siglo XX; desde 1993 forma parte del International Gymnastics Hall of Fame; fue nombrada por el líder comunista rumano Nicolae Ceauşescu «héroe del trabajo socialista», fue elegida la atleta más importante del país en una votación de 2006. En 2007, fue elegida por el público como la celebridad más confiable del país; Mundo Deportivo la eligió como la mejor atleta del siglo XX y recibió de la Academia de Récords Mundiales, el título del récord mundial en su deporte.

## Vida

### Orígenes

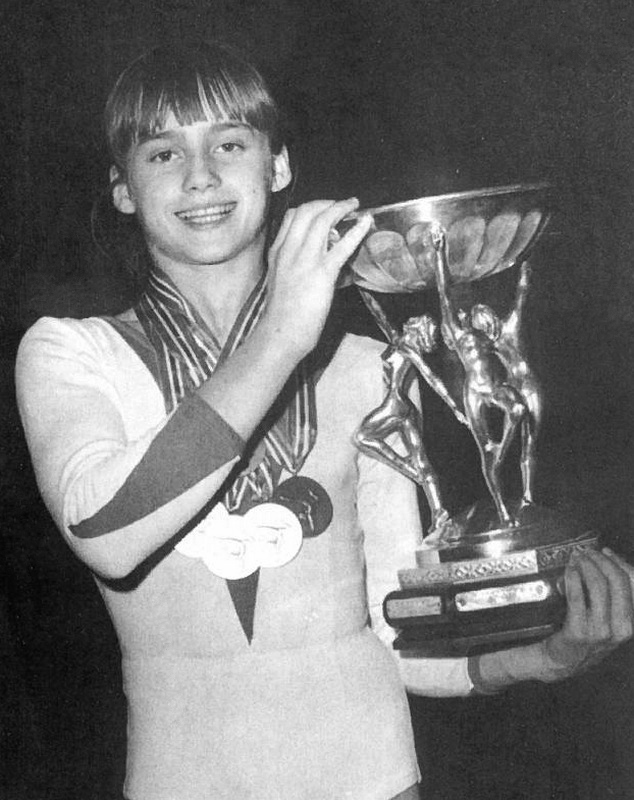
Nadia Comăneci durante el Campeonato Europeo de Praga, Checoslovaquia, en mayo de 1977.

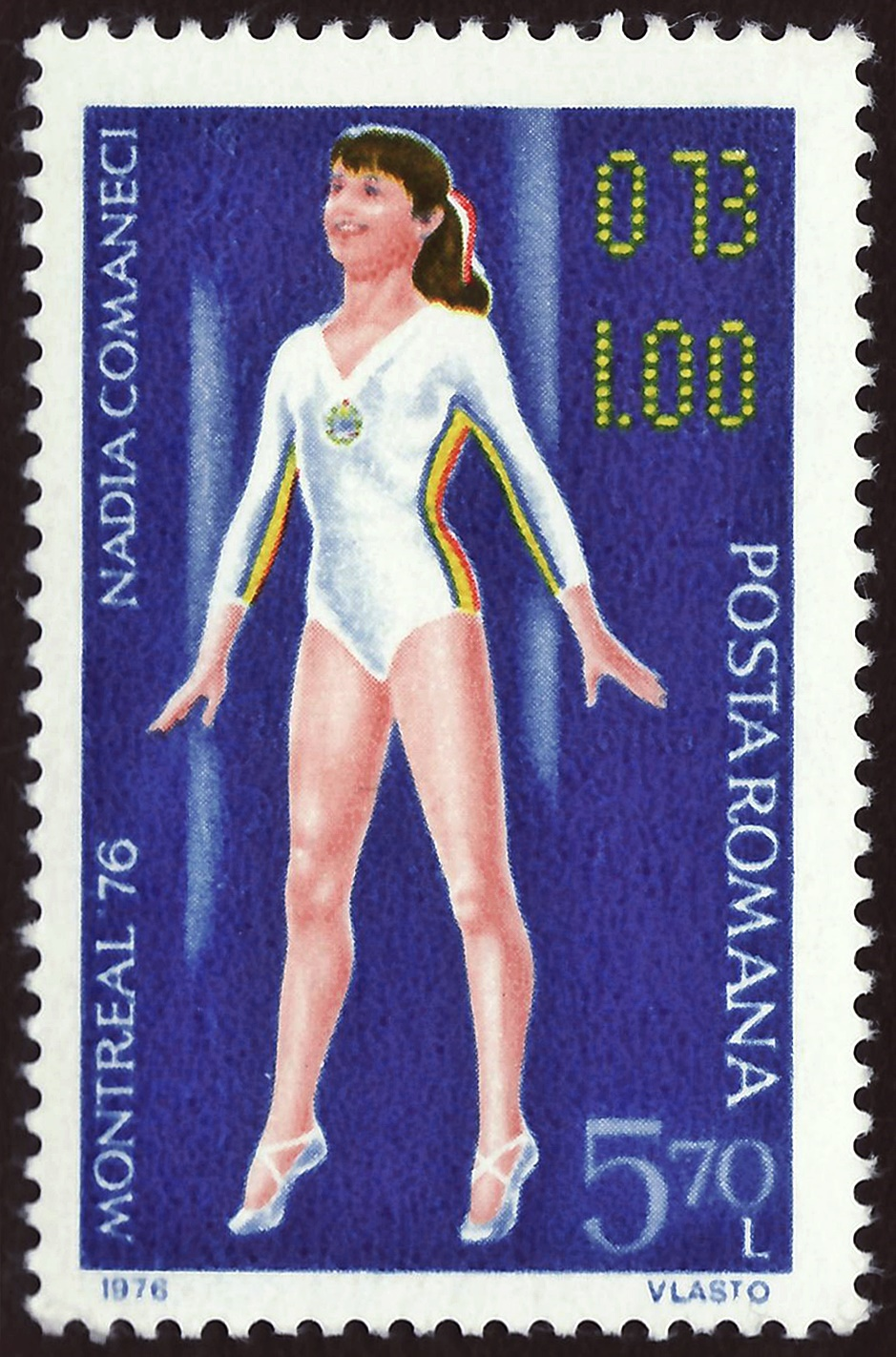
Nadia Comăneci en Montreal. Sello de Rumania, 1976.

Nació en Oneşti (que originariamente se  llamaba Gheorghe Gheorghiu-Dej, en honor del expresidente rumano del mismo nombre de Rumania), Rumania, hija de Georghe y Stefania-Alexandrina Comăneci. Su nombre, Nadia, deriva de Nadejde (esperanza).
Comenzó a competir a nivel nacional en 1970, como miembro del equipo de su ciudad. Pronto fue reclutada por el reconocido entrenador Béla Károlyi y por su esposa Marta —del equipo nacional—, que más tarde emigraron a Estados Unidos, donde entrenaron a muchos grandes gimnastas norteamericanos.
A los trece años, Nadia tuvo su primer éxito importante: ganó tres medallas de oro y una de plata en el Campeonato Europeo de Gimnasia en Skien, Noruega. Un año después, en 1975, superó con cuatro victorias individuales a la soviética Liudmila Turíshcheva, pentacampeona, y se alzó con la primera posición en la clasificación general individual de las competiciones preolímpicas de Montreal. Ese año, Associated Press la eligió Atleta del Año. El 18 de julio de 1976, a la edad de 14, logró hacer historia en la gimnasia al conseguir el primer 10 de calificación en Montreal, puntuación que nadie había obtenido en unos Juegos Olímpicos.
Aquel día, deleitó a todos los aficionados con sus grandes giros, que realizó en las barras. Su fuerza de brazos no era habitual para su edad; sin embargo, dominó la presión de participar por primera vez en las Olimpiadas.
Cuando terminó su rutina, el tablero reflejaba una puntuación de 1.00, lo que produjo confusión entre los espectadores que no sabían qué había pasado. Durante esos minutos, los jueces dialogaron porque era imposible poner un diez como calificación, ya que la puntuación más alta era 9.95.
De repente, los jueces informaron que ese 1.00 era un 10 para Nadia. Al instante, las dieciocho mil personas en el Fórum de Montreal celebraron ávidos la primera calificación perfecta en la historia de la gimnasia.

### Tras dejar los caballetes

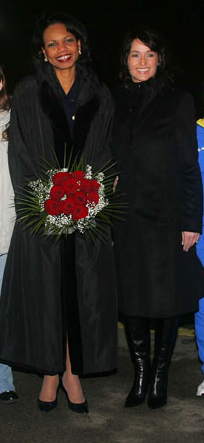
Nadia (derecha) con Condoleezza Rice en el Aeropuerto Internacional de Bucarest-Henri Coandă (2005).

Tras la edición de los Juegos Olímpicos de Moscú, Nadia se retiró de la alta competición. Su última aparición en un torneo mayor fue en el Campeonato Mundial Universitario que se celebró en Bucarest en 1981. Ganó cinco medallas de oro, pero hubo acusaciones de parcialidad contra los jueces, dado que la mitad de ellos eran rumanos.

#### 1984-1990

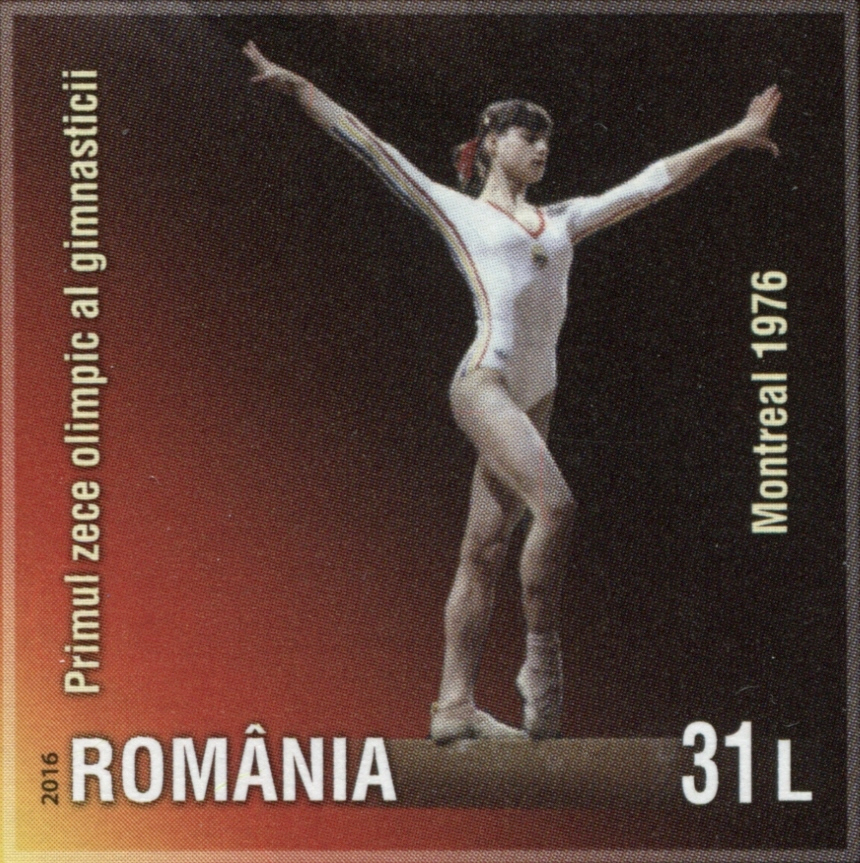
Un sello de correos rumano de 2016 que muestra a Comăneci en la barra de equilibrios en los Juegos Olímpicos de 1976 en Montreal

El gobierno rumano siguió restringiendo la salida de Comăneci, aparte de algunos viajes selectos a Moscú y Cuba. Ella había empezado a pensar en retirarse unos años antes, pero la ceremonia oficial de su retirada tuvo lugar en Bucarest en 1984. Asistió el presidente del Comité Olímpico Internacional.
Comăneci escribió en sus memorias:
La vida adquirió un nuevo aspecto sombrío. Se me impidió ganar la pequeña cantidad de dinero extra que realmente había marcado la diferencia en la vida de mi familia. También era insultante que una persona normal en Rumanía tuviera la oportunidad de viajar, mientras que yo no podía..... Cuando mi carrera como gimnasta terminó, ya no había necesidad de mantenerme feliz. Debía hacer lo que me ordenaran, como había hecho toda mi vida.... Si Bela no hubiera desertado, me habrían seguido vigilando, pero su deserción puso un foco en mi vida, y fue cegador. Empecé a sentirme como un prisionero.
La noche del 27 de noviembre de 1989, pocas semanas antes de la Revolución rumana, Comăneci desertó con otros rumanos, cruzando la frontera con Hungría alrededor de Cenad, guiados por Constantin Panait, otro rumano que se convirtió en ciudadano estadounidense. Viajaron a pie y de noche a través de Hungría y Austria y pudieron tomar un avión a Estados Unidos.

### En Estados Unidos
Allí, se dedicó a realizar viajes promocionales de equipos para gimnasia, ropa interior y lencería de la firma Jockey, equipamiento de aeróbic y vestidos de novia. En 1994 se comprometió con el gimnasta estadounidense Bart Conner y regresó a Rumania por primera vez tras su huida. Se casaron en Rumania en abril de 1996. Tres años después, Nadia se convirtió en el segundo deportista que recibió una invitación para hablar ante Naciones Unidas. Desde aquella tribuna lanzó el año 2000 como "Año Internacional del Voluntariado".
Continúa vinculada con el mundo de la gimnasia mientras se ocupa de obras de caridad en el mundo. Ella y su esposo son propietarios de la Academia Conner de Gimnasia, la Compañía para Producir el 10 Perfecto y de algunas tiendas de material deportivo. Ambos publican la Revista Internacional de Gimnasia (International Gymnast Magazine).
Es vicepresidenta del Consejo de Dirección de Olimpíadas Especiales, Presidenta de Honor de la Federación Rumana de Gimnasia, Presidenta Honorífica del Comité Olímpico Rumano, Embajadora de Deportes de Rumania, vicepresidenta del consejo de Dirección de la Asociación para la Distrofia Muscular y miembro de la Fundación de la Federación Internacional de Gimnasia. Ha recibido dos veces la condecoración de la Orden Olímpica de manos del Comité Olímpico Internacional, y ha puesto en marcha en Bucarest una clínica de misericordia para ayudar a niños huérfanos.
En diciembre de 2003 salió a la luz su primer libro, Cartas a una gimnasta joven. El 3 de junio de 2006 dio a luz, en Oklahoma City, a su primer hijo, a quien llamó Dylan Paul. Aún vive en EE. UU.

### Comentarista

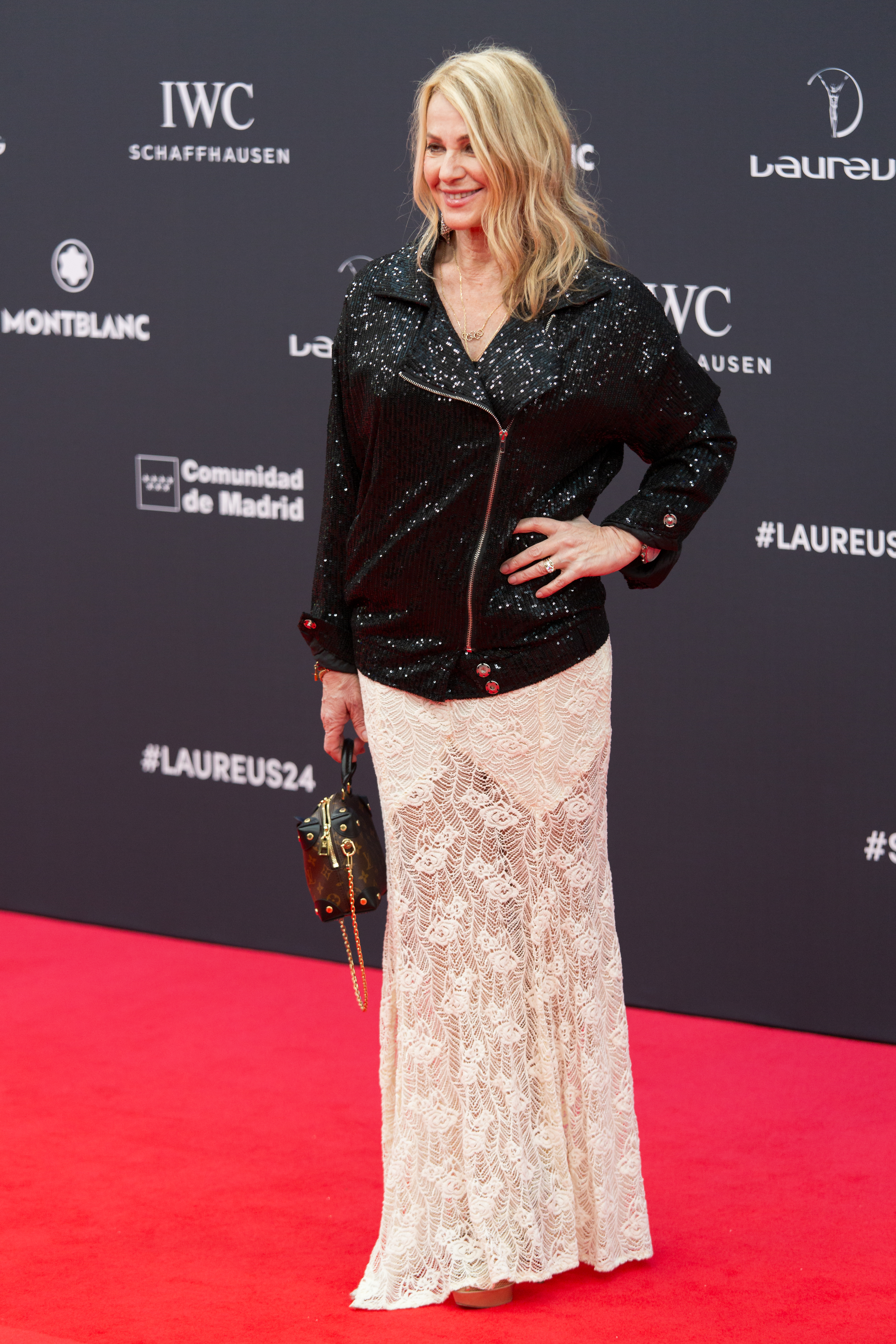
Nadia Comăneci en 2024.

A partir de los Juegos Olímpicos de Atenas 2004, Nadia atiende como comentarista en el equipo de la cadena televisiva Televisa de México como parte de la cobertura especial. Siguió en Beijing 2008 y Londres 2012 donde destacó y atinó con sus comentarios expertos en la disciplina de la gimnasia, captó la atención de los televidentes hacia el canal.